# Chimarrhis gentryana
Chimarrhis gentryana är en måreväxtart som beskrevs av Piero G. Delprete. Chimarrhis gentryana ingår i släktet Chimarrhis och familjen måreväxter. Inga underarter finns listade i Catalogue of Life.